# Велижанское сельское поселение
Велижанское се́льское поселе́ние — муниципальное образование в Нижнетавдинском районе Тюменской области Российской Федерации.
Административный центр — село Велижаны.

## История
Статус и границы сельского поселения установлены Законом Тюменской области от 5 ноября 2004 года № 263 «Об установлении границ муниципальных образований Тюменской области и наделении их статусом муниципального района, городского округа и сельского поселения».

## Население
| 2010  | 2011  | 2012  | 2013  | 2014  | 2015  | 2016  |
| ----- | ----- | ----- | ----- | ----- | ----- | ----- |
| 1571  | ↗1573 | ↗1602 | ↗1655 | ↗1657 | ↘1610 | ↘1539 |
| 2017  | 2018  | 2019  | 2020  | 2021  |       |       |
| ↘1488 | ↘1461 | ↘1432 | ↘1409 | ↗1662 |       |       |

## Состав сельского поселения
| № | Населённый пункт | Тип населённого пункта       | Население |
| - | ---------------- | ---------------------------- | --------- |
| 1 | Аракчина         | деревня                      | 20        |
| 2 | Велижаны         | село, административный центр | ↘1416     |
| 3 | Малые Велижаны   | деревня                      | 69        |
| 4 | Московка         | деревня                      | 66        |